# Hiroji Sato

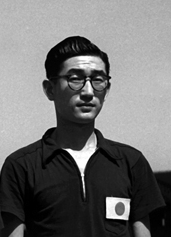
Hiroji Sato

Hiroji Satō (佐藤 博治,Satō Hiroji ; Aomori, 3 februari 1925 - 4 juni 2000) was een Japans tafeltennisser. Op zijn enige WK-deelname in Bombay 1952 werd hij de eerste Japanse wereldkampioen enkelspel in de geschiedenis van het tafeltennis, in hetzelfde jaar dat zijn landgenoten ook voor het eerst de wereldtitel in het vrouwen- en in het mannendubbelspel wonnen.
Satō speelde op het WK van 1952 mee in drie disciplines en won daarbij twee medailles. Behalve zijn gouden plak in het enkelspel, won hij met het Japanse nationale team brons in het landentoernooi. In de individuele eindstrijd zette hij de Hongaar József Kóczián opzij. In het gemengd dubbelspel kwam Satō niet verder dan de laatste 32. In hetzelfde jaar dat Satō wereldkampioen werd, behaalde hij zilver in het enkelspel van de Aziatische kampioenschappen. Hij verloor daarin de finale van Sui Cho Suh uit Singapore.